# 建中将军
建中将军，又作建忠将军，中国古代杂号将军名。
东汉末年置建忠将军，汉献帝建安四年（199年）鲜于辅曾任建忠将军，掌管征伐或驻守。其后，三国曹魏、十六国后秦、后凉、西秦、北凉及南北朝北魏、北齐等置建忠将军。魏孝文帝太和十七年（493年）职员令定建中将军为从三品下，太和二十三年（499年）复次职令时，罢建中将军，设建忠将军，定为四品。